# Пјана (Бјела)
Пјана је насеље у Италији у округу Бијела, региону Пијемонт.
Према процени из 2011. у насељу је живело 37 становника. Насеље се налази на надморској висини од 531 м.